# L94A1
L94A1 è la designazione britannica della versione a canna allungata della mitragliatrice chain gun calibro 7,62 mm NATO della Hughes EX-34, impiegata su diversi mezzi corazzati del British Army, inclusi il carro armato Challenger 2 e il veicolo da combattimento della fanteria Warrior. Una seconda versione con canna accorciata, designata L95A1, è stata prodotta in piccole quantità. L'arma, progettata negli anni settanta dalla Hughes, venne prodotta su licenza dalla Heckler & Koch UK, del gruppo British Aerospace, divisione Royal Ordnance.

## Progetto
La EX-34 venne progettata specificamente come mitragliatrice coassiale per veicoli corazzati. L'arma è alimentata elettricamente e in caso di malfunzionamento non necessita di essere disinceppata manualmente ma il colpo difettoso viene semplicemente espulso. Tutti i bossoli spenti vengono espulsi davanti alla torretta, impedendo che l'accumulo degli stessi possa bloccare l'arma. Inoltre tutti i gas di sparo vengono espulsi attraverso la canna e il tubo di espulsione, prevenendo l'accumulo di gas tossici all'interno del mezzo. L'arma è raffreddata da un sistema ad effetto Venturi, che aspira l'aria lungo il copricanna come un estrattore di fumo.
Inizialmente l'arma avrebbe dovuto rimpiazzare la mitragliatrice coassiale del carro americano M60 Patton. Valutata da US Army e US Navy, le prestazioni eccezionali non portarono comunque alla sua adozione.
Durante i test eseguiti dalla Hugues, l'arma si era dimostrata estremamente affidabile, sparando due raffiche da 10.000 colpi, ognuna da 20 minuti a 500 colpi/minuto. La frequenza di inceppamento media è stata stimata in uno ogni 50.000 colpi circa.

## Limiti
Problemi con il sistema elettrico di controllo dell'arma nei Warrior hanno causato alcuni episodi di attivazione accidentale, tanto che l'esercito britannico ha emesso degli avvisi di sicurezza in merito. In almeno un caso, un'attivazione involontaria dell'arma ha portato al ferimento di un militare e di alcuni civili. Inoltre, l'arma installata sul carro Challenger 2 non può essere puntata accuratamente utilizzando il sistema di puntamento principale del carro a distanze inferiori a 200 metri, difetto che ha portato ad almeno un caso di morte per fuoco amico.

## Versioni
Negli Stati Uniti la versione originale, da cui è derivata la mitragliatrice L94A1, viene ancora prodotta da Northrop Grumman con la designazione Mk 52 Bushmaster Chain Gun. Si tratta in effetti dell'evoluzione della Hughes EX-34, o meglio della prosecuzione dello stesso progetto, al quale sono state apportate poche modifiche.
La mitragliatrice L95A1 è invece una versione con canna più corta rispetto alla L94A1.